# تیاگو براز داسیلوا
تیاگو براز داسیلوا (پرتغالی: Thiago Braz da Silva) یک دونده برزیلی است که در رشتهٔ پرش با نیزه فعالیت می‌کند. داسیلوا در المپیک جوانان ۲۰۱۰ مدال نقره را کسب کرد. هم‌چنین در المپیک ۲۰۱۶، علاوه بر کسب مدال طلا، رکورد المپیک را نیز به ۶٫۰۳ متر ارتقا داد.